# Чепленица (Јаши)
Чепленица (рум. Cepleniţa) насеље је у Румунији у округу Јаши у општини Чепленица. Oпштина се налази на надморској висини од 160 m.

## Становништво
Према подацима из 2002. године у насељу је живело 4572 становника, од којих су сви румунске националности.

### Хронологија
| Година       | 1992 | 1993 | 1994 | 1995 | 1996 | 1997 | 1998 | 1999 | 2000 | 2001 | 2002 | 2003 | 2004 | 2005 | 2006 | 2007 | 2008 | 2009 | 2010 | 2011 | 2012 | 2013 | 2014 | 2015 | 2016 | 2017 |
| ------------ | ---- | ---- | ---- | ---- | ---- | ---- | ---- | ---- | ---- | ---- | ---- | ---- | ---- | ---- | ---- | ---- | ---- | ---- | ---- | ---- | ---- | ---- | ---- | ---- | ---- | ---- |
| Становништво | 4856 | 4796 | 4781 | 4753 | 4724 | 4732 | 4746 | 4779 | 4818 | 4811 | 4778 | 4778 | 4718 | 4678 | 4635 | 4600 | 4605 | 4579 | 4543 | 4497 | 4507 | 4486 | 4453 | 4418 | 4408 | 4363 |